# Ortrun Wenkel
Ortrun Wenkel est une contralto allemande, née le 25 octobre 1942 à Buttstädt, en Thuringe.

## Biographie
Ortrun Wenkel étudie le chant à la Franz Liszt Hochschule für Musik de Weimar et à la Staatlichen Hochschule für Musik de Francfort avec Paul Lohmann puis Elsa Cavelti.
Alors qu'elle est encore étudiante, elle commence sa carrière en 1964 comme chanteuse d'oratorios, participant à de nombreuses exécutions de musique ancienne, dans le cadre de plusieurs festivals (English Bach Festival, Festival des Flandres, Festival du Marais) et dans de nombreuses villes à travers le monde : Amsterdam, Berlin, Buenos Aires, Hambourg, Londres, New York, Paris (Salle Pleyel), Zurich. Après avoir suivi des cours d'opéra avec Elsa Cavelti, en 1971, elle monte pour la première fois sur la scène en chantant Orfeo ed Euridice de Gluck à Heidelberg. En 1975 elle chante à la Staatsoper de Munich, où elle est remarquée par Wieland Wagner, qui l'engage pour chanter au Festival de Bayreuth à partir de l'année suivante les rôles de Erda (L'Or du Rhin, Siegfried), la première Norne (Le Crépuscule des dieux) dans la production de L’Anneau du Nibelung de Patrice Chéreau, sous la direction de Pierre Boulez. Elle se produit dès lors sur toutes les grandes scènes lyriques internationales : Deutsche Oper Berlin, Opéra Garnier, Scala de Milan, Royal Opera House, Teatro Colón, Munich, Stuttgart, Zurich, Genève, Prague, etc. Elle chante sous la direction des plus grands chefs, parmi lesquels  Pierre Boulez, Riccardo Chailly, Colin Davis, Christoph von Dohnányi, Christoph Eschenbach, Bernard Haitink, Marek Janowski, Erich Leinsdorf, Gerd Albrecht, Riccardo Muti, Wolfgang Sawallisch, Václav Neumann, Seiji Ozawa, Giuseppe Sinopoli, Ulf Schirmer, Klaus Tennstedt. 
Grande interprète de Richard Wagner, elle chante les rôles de Erda et Waltraute dans l'enregistrement intégral de L’Anneau du Nibelung dirigé au début des années 1980 par Marek Janowski. Mais son répertoire comprend également Klytämnestra dans Elektra de Richard Strauss, Filippievna dans Eugène Onéguine de Piotr Ilitch Tchaïkovski, Daphne (Daphné) de Richard Strauss, Serse de Georg Friedrich Haendel, Il ritorno d'Ulisse in patria de Claudio Monteverdi. Par ailleurs, elle se consacre également beaucoup à la musique contemporaine, travaillant avec des compositeurs comme Krzysztof Penderecki, Aribert Reimann ou encore Hans Werner Henze, qui a composé pour elle une version revue des Wesendonck Lieder de Wagner, pour alto et orchestre de chambre, créée sous sa direction en 1977 au Westdeutscher Rundfunk. Elle donne également de nombreux récitals, accompagnée au piano par Geoffrey Parsons, Rudolf Jansen, Phillip Moll, Erik Werba, Wilhelm von Grunelius, Cord Garben, Helge Dorsch, Burkhard Schaeffer ou encore Felix-Jany Renz.

## Sélection discographique
- Antonio Vivaldi : Psaume 126 Nisi Dominus, Carissimi : Canzone « No, non si speri », Caldara : Air de Cantate « Mirti, faggi, tronchi », Monteverdi : « Lamento d'Arianna »,  Orchestra PRO ARTE München, direction : Kurt Redel (LP 1975, Arion, Paris 1976/1979)
- Johann Sebastian Bach : Passion selon saint Matthieu BWV 244, Evangelische Jugendkantorei der Pfalz, Chamber Orchestra of Heidelberg, direction : Heinz Markus Goettsche (1976 LP Da Camera Magna, 1997 CD Bayer Records)
- Gustav Mahler : Symphonie nº 3, Orchestre Philharmonique de Londres, direction : Klaus Tennstedt (EMI Records 1980)
- Richard Wagner : Der Ring des Nibelungen, direction : Pierre Boulez (1980 LP Philips/ 2005 DVD Deutsche Grammophon)
- Krzysztof Penderecki : Te Deum, Chœurs des NDR, RIAS Kammerchor, Rundfunk-Sinfonieorchester Berlin, direction : Krzysztof Penderecki (1981, Sender Freies Berlin, LP)
- Antonín Dvořák : Stabat Mater, Czech Philharmonic Choir, Orchestre philharmonique tchèque, direction : Wolfgang Sawallisch (1983, Supraphon)
- Dmitri Chostakovitch : Symphonie n° 14 en sol mineur / Six Poèmes de Marina Tsvetaeva, Op. 143a, avec Julia Varady, Dietrich Fischer-Dieskau / Ortrun Wenkel, Concertgebouw Orchestra Amsterdam, direction : Bernard Haitink (1986, Decca)
- Franz Schreker : Five songs for low voice, Radio-Symphonie-Orchester Berlin, direction : Karl Anton Rickenbacher (1986, Koch Records)
- Wolfgang Amadeus Mozart : Requiem, Concentus Musicus Wien, direction : Nikolaus Harnoncourt (1991, Teldec ; DVD 2006, TDK, avec Johann Sebastian Bach : Cantate Komm, du süße Todesstunde, BWV 161)
- Gustav Mahler : Symphonie nº 8, Frankfurter Museumsorchester, direction : Michael Gielen (LP 1981 / CD 1992 Sony)
- Johann Sebastian Bach : Cantates Lobe den Herren, den mächtigen König der Ehren BWV 137 et Ich hatte viel Bekümmernis, BWV 21, Chœur de l'église Saint-Thomas de Leipzig et Neues Bachisches Kollegium Leipzig, direction : Hans-Joachim Rotzsch (1994, Berlin Classics)
- Richard Wagner : Der Ring des Nibelungen, Staatskapelle de Dresde, direction : Marek Janowski (1982 LP, Eterna / 1983 LP Ariola-Eurodisc / 1995 CD, RCA)
- Richard Strauss : Daphne (Daphné), avec Lucia Popp, Reiner Goldberg, Peter Schreier, Kurt Moll, Chœurs et orchestre des Bayrischen Rundfunks, direction : Bernard Haitink (2011 CD EMI Classics)